# Căluț de mare
Căluțul de mare (Hippocampus guttulatus) este un pește marin de 8-18 cm din familia Syngnathidae.

## Descriere
Este răspândit în lungul coastelor Europene ale Oceanului Atlantic de la Insulele Britanice și Țările de Jos până în  Maroc, Insulele Canare, Madeira și Azore, și în apropierea coastelor din Marea Mediterană și Marea Neagră.
Culoarea corpului este cafeniu-roșcat sau brun-negricios, abdomenul cenușiu  sau albicios.     
Corpul este  răsucit în regiunea dinainte a capului și în regiunea cozii și comprimat lateral, cu coada îngustă și prehensilă, cu care se prinde de plantele acvatice. Întreg corpul este acoperit cu plăci osoase. Înotătoarea codală lipsește. Înotătoarea dorsala are marginea rotunjită. Capul prevăzut cu tubercule este fixat pe trunchi în unghi drept, având o creastă la ceafă și un bot tubular. Capul și botul tubular seamănă cu capul unui cal, fenomen unic în clasa peștilor.
Trăiește în apropierea coastelor, la adâncimi mici, printre tufele de alge sau de iarbă de mare (Zostera, Posidonia), ținându-se încârligat cu coada de acestea și cu restul corpului drept, vertical. Înoată în poziție verticală.
Se hrănește cu alge și mici crustacei.
Femela depune în mai-iulie până la 400-500 icre, de forma unor pere, în punga incubatoare de pe partea ventrală a masculului, unde stau 4 săptămâni. După trecerea acestui termen, masculul deschide punga și dă libertate puilor, fără a se mai îngriji de ei. 
Nu are importanță economică. În unele țări se usucă și se comercializează ca "ornament" sau „amintire"  curioasă. Se poate folosi ca pește de acvariu, cu apă marină.

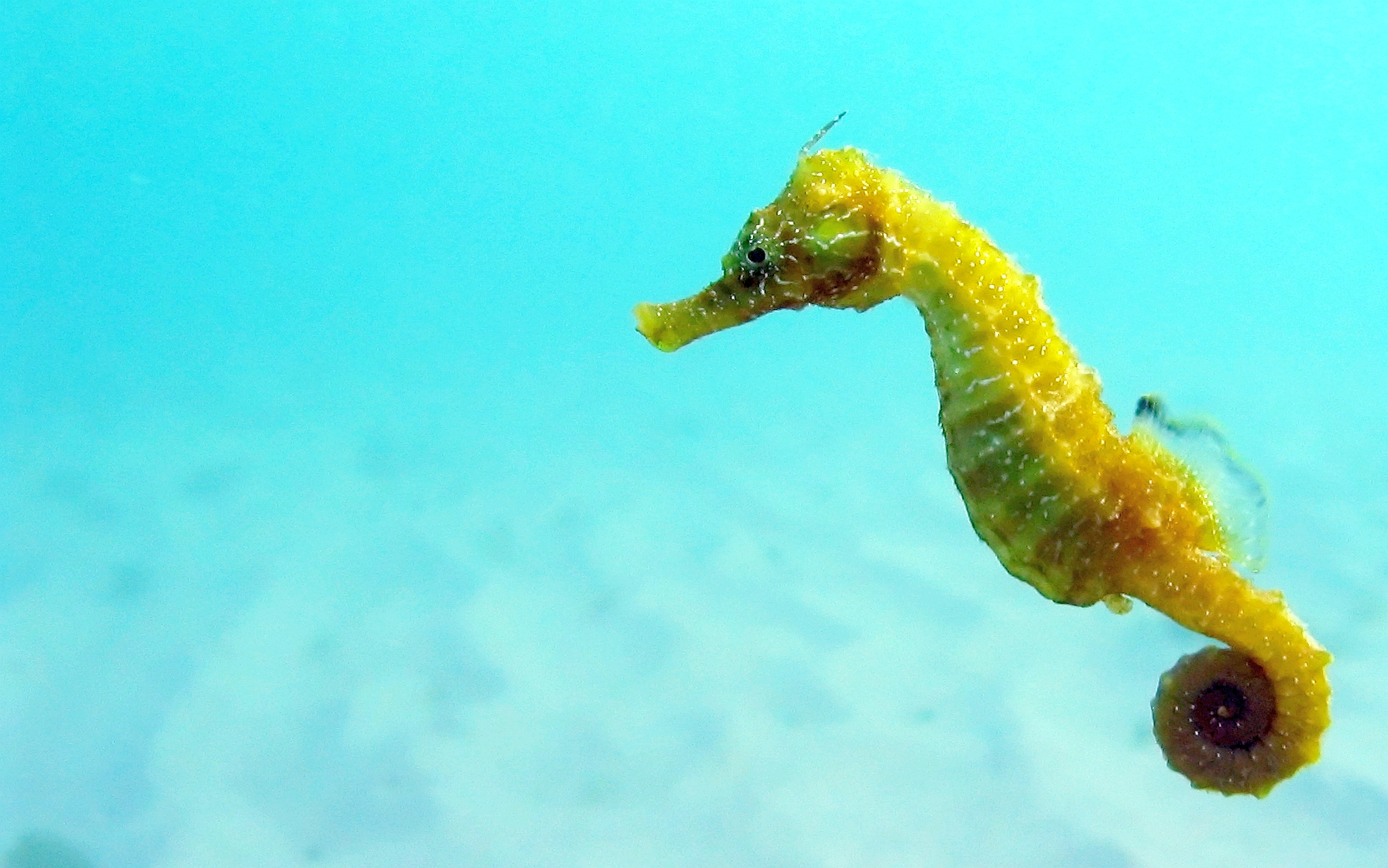